# Melitaea lesoralpina
Melitaea lesoralpina är en fjärilsart som beskrevs av Ruggero Verity 1950. Melitaea lesoralpina ingår i släktet Melitaea och familjen praktfjärilar. Inga underarter finns listade i Catalogue of Life.